# Роґале-Великі
Роґале-Великі (пол. Rogale Wielkie, нім. Groß Rogallen) — село в Польщі, у гміні Біла Піська Піського повіту Вармінсько-Мазурського воєводства.
Населення — 80 осіб (2011).

## Демографія
Демографічна структура станом на 31 березня 2011 року:
|          | Загалом | Допрацездатний вік | Працездатний вік | Постпрацездатний вік |
| -------- | ------- | ------------------ | ---------------- | -------------------- |
| Чоловіки | 44      | 9                  | 32               | 3                    |
| Жінки    | 36      | 11                 | 17               | 8                    |
| Разом    | 80      | 20                 | 49               | 11                   |